# Ivan Tägtström
Carl Ivan Alfred Tägtström, född 29 december 1871, död 7 november 1953, var en svensk ämbetsman, tonsättare och violinist.
Tägtström var taxeringskommissarie samt violinist i Kungliga Hovkapellet och i Stockholms Konsertförenings orkester. Han var ordförande i Mazerska kvartettsällskapet 1926–1932 och invaldes den 24 maj 1932 som ledamot nr 603 av Kungliga Musikaliska Akademien. Han var lärare i fäktning i akademiens operaklass 1937–1940